# Književnost u 1667.
◄◄ | ◄ | 1664. | 1665. | 1666. | 1667.  | 1668. | 1669. | 1670. | ► | ►►
Arhitektura • Astronomija • Biologija • Glazba • Kazalište • Kemija • Kiparstvo • Knjige • Književnost • Kršćanstvo • Medicina • Politika • Pravo • Promet • Slikarstvo • Znanost
Književnost u 1667.

## Svijet

### Rođenja
- 30. studenog – Jonathan Swift, irski književnik († 1745.)

## Vanjske poveznice
|  | Zajednički poslužitelj ima još gradiva o temi Književnost u 1667. |